# 石なぐの歌
「石なぐの歌」（いしなぐのうた）は、琉球王国第二尚氏王統の王族であった久米具志川王子朝盈（尚享）の作とされる琉歌の一首である。

## 解説
| いしなぐぬ 石ぬ 大瀬 なるまでぃん 御統治 召しょり 我御主がなし | ʔisinagunu ʔisinu ʔuhusi narumadin ʔukakibuse misyori ’waʔusyuganashi |

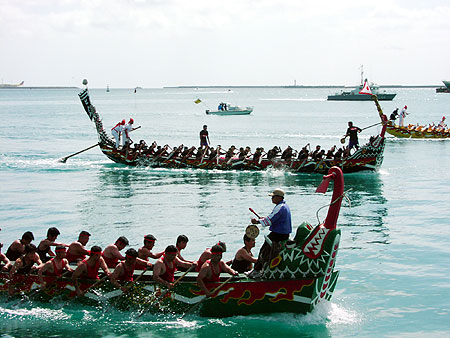
那覇ハーリー

石なぐ（石投子）は小石を真上に放り上げて地面に落ちないよう手の甲で受け止める子供の遊びのこと。歌の意味は「小石が成長して大きな岩になるまで王が長く国を治めますように」と言う君主の治世を讃えるものであり、古今和歌集巻7（国歌大観343番）の「我が君は 千代に八千代に さざれ石の 巌となりて 苔のむすまで」との酷似が指摘されている。この点に関しては「沖縄の君が代に当たる歌」とする解説があるが、一方では「石なぐの」が詠まれた17世紀は「和歌の影響が琉歌に及んでいないころ」であるとして、両者の歌意の共通性は「偶然の一致」に過ぎないと関連を否定する意見も見られる。
琉球王国では「石なぐの」が事実上の国歌に相当する賀歌とされ、琉球舞踊「かじゃでぃ風」（「かぎやで風」とも）の旋律である「かじゃでぃ風節」に合わせて宴席で歌われていた。現在では毎年5月に開催される那覇ハーリーで歌われる泊爬竜歌の一節に「石なぐの」が採り入れられている。